# Lianella Carell
Lianella Carell, född den 6 maj 1927 i Rom, död den 19 december 2000 på samma ort, var en italiensk skådespelare, författare och journalist. 
Carell började sin yrkeskarriär som journalist och arbetade bland annat på Radio Rai i Rom där hon skrev korta manus till olika kulturprogram. Hennes genombrott som skådespelare kom redan med den första rollen 1948 i Vittorio de Sicas film Cykeltjuven där hon spelade Maria Ricci, huvudpersonens hustru. Hon fick provfilma för rollen efter att ha träffat de Sica i samband med en radiointervju. Efter tio år och ytterligare 17 filmer lämnade Carell skådespelandet för gott 1958 men fortsatte att arbeta inom filmen som manusförfattare fram till 1974. Mellan filminspelningarna hann hon också skriva en roman, La pellicana, som utkom 1956. På 1960-talet övergick hon till att i allt högre grad arbeta med tv-program, vilket hon fortsatte med till sin pensionering på 1990-talet.